# Баскетбол в Литве
Баскетбол является самым популярным («национальным») видом спорта в Литве.
Литовско-американские баскетбольные тренеры и игроки в 1930-х годах помогли мужской сборной Литвы по баскетболу выиграть последние чемпионаты Европы до Второй мировой войны в 1937 и 1939 годах, что привело к росту популярности этого вида спорта среди литовцев. С тех пор литовцы традиционно являются одними из сильнейших баскетболистов в Европе.
После присоединения Литвы к СССР литовские игроки составили костяк советской сборной. После восстановления Литовской независимости в 1990 году была восстановлена и национальная сборная по баскетболу, и в первой же Олимпиаде 1992 года она завоевала бронзовую медаль. Литовцы позднее завоевали ещё две бронзы на Олимпиадах, а также бронзовую медаль на чемпионате мира 2010 года, и пять медалей Евробаскета, в том числе в третий титул страны на ФИБА Евробаскет-2003 в Швеции.
На уровне профессиональных клубов «Жальгирис» из Каунаса занял первое место Евролиги в 1999 году и второе место на Кубке Сапорты в 2000 году, а также завоевал Межконтинентальный кубок в 1986 году. Баскетбольный клуб «Летувос Ритас» из Вильнюса дважды становился чемпионом баскетбольного Еврокубка в 2005 и 2009 годах, а в 2007 году стал вице-чемпионом данного турнира.
В то же время женская сборная Литвы не смогла добиться таких успехов, как мужская, за исключением победы на чемпионате Европы 1997 года.

## История

### Межвоенный период(1920—1940)

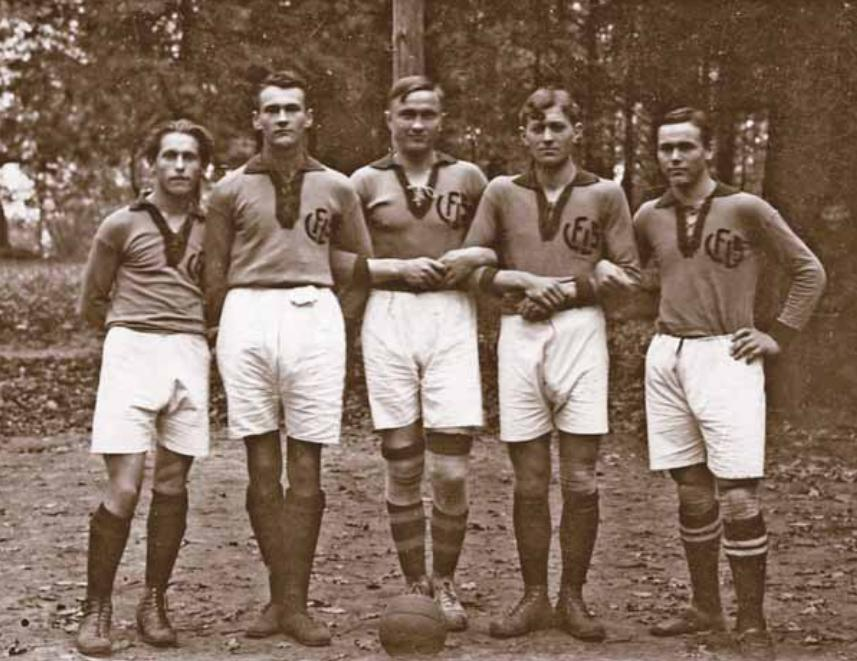
«Lietuvos Fizinio Lavinimo Sąjunga» (LFLS) был одной из первых мужских баскетбольных команд в Литве, ещё в 1923 году

Баскетбол пришёл в Литву косвенно от немцев через европейскую разновидность нетбола с небольшим мячом и без щитов. В 1919 году литовские спортсменки начали заниматься организацией этого вида спорта, а в 1920—1921 годах провели первые публичные игры.
Популярность баскетбола оставалась невысокой вплоть до 1930-х годов, поскольку он считался женским видом спорта. Тем временем Каролис Динейка опубликовал в 1922 году книгу «Krepšiasvydis vyrams» («Баскетбол для мужчин»), а в 1926 году лётчик Стяпонас Дарюс, позднее получивший известность благодаря трансатлантическому перелёту, опубликовал первые правила баскетбола в Литве.
Несмотря на то, что женщины были первыми баскетболистками в Литве, первую официальную игру сыграли мужчины. Это произошло 23 апреля 1922 года, когда «Литовский союз физкультуры» (Lietuvos Fizinio Lavinimo Sąjunga) сыграл в матче против команды Каунаса, выиграв 8:6. Этот день считается началом баскетбола в Литве. Два года спустя был организован первый литовский турнир по баскетболу среди мужчин в Литве, в котором участвовали две команды из LFLS и одна из «Lietuvos Dviračių Sąjunga» («Литовский союз велосипедистов»), и был проведён курс для баскетбольных судей.

Дворец физической культуры

С 1926 по 1933 год популярность баскетбола снижалась, он затмевался футболом. В баскетбол играли только в летний период, поскольку не было подходящей крытой арены, и в играх в основном участвовали представители других видов спорта. Количество баскетбольных матчей уменьшилось, и национальный чемпионат даже не проводился между 1929 и 1932 годами. Всё начало меняться после того как 10 октября 1934 года в Каунасе открылся Дворец физической культуры. В здании был просторный зал на 200 мест, спроектированный и построенный для тенниса. В зале уложен дорогой пробковый пол стоимостью более 30 000 литов. Зал подходил также для баскетбола, первая игра там состоялась 16 ноября 1934 года и вскоре он стал главным центром баскетбольных событий.

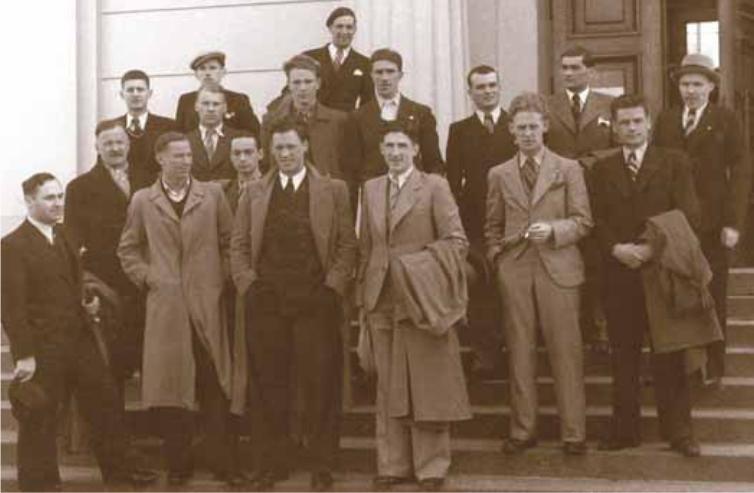
Игроки сборной Литвы по баскетболу и сотрудники в 1937 году

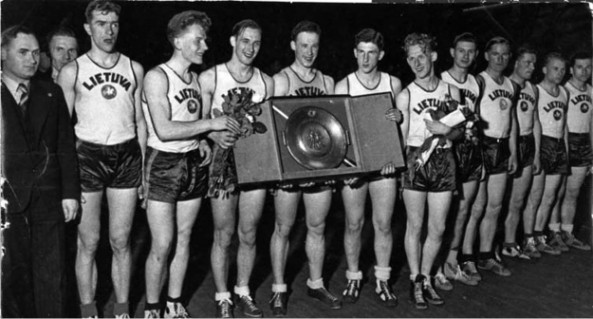
Литовцы держат трофей ЕвроБаскета 1937.

В 1935 году Литва решила провести Всемирный литовский конгресс, во временной столице Каунасе, пригласив представителей литовской диаспоры из многих стран мира. Литовская американская община Чикаго решила направить на конгресс команду спортсменов. Делегация включала баскетбольную команду, в состав которой входили звезда университета Нотр-Дам Мус Краузе (Эдвард Кряучюнас) и его брат Фил (Феликсас Кряучюнас), баскетболисты Бенедикт Будрикас, Энтони Лорайтис, Виктор Янзанайтис и Юлиус Петрулайтис, а также Константинас «Конни» Савицкас, Юозас «Джозеф» Жукас, Питер Барскис, Майкл А. Лукас и Казис «Чарльз» Седвилас. После трёхнедельного конгресса Жукас и Савицкас остались, чтобы обучать литовцев баскетболу. Савицкас, в частности, стал играющим тренером национальной сборной.
В 1936 году Литва подала заявку на членство в ФИБА и стала принимать участие в международных соревнованиях по баскетболу, первым из которых стал ЕвроБаскет 1937 года в Риге. Перед чемпионатом по приглашению соотечественников на родину из США вернулись и присоединились к команде дети литовских эмигрантов Феликсас Кряучунас, ставший не только капитаном, но и играющим тренером, а также Пранас Талзунас. Сборная Литвы не проиграла на этом турнире ни одного матча. Она впервые в своей истории стала чемпионом Европы, обыграв в финальном матче сборную Италии 24:23. Талзунас был признан самым ценным игроком турнира.

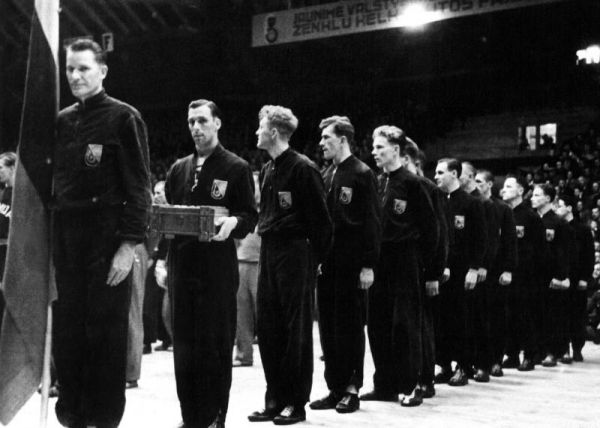
Сборная Литвы во время ЕвроБаскета 1939 года. Пранас Лубинас держит литовский триколор.

Популярность баскетбола в стране резко возросла, особенно среди студентов. Почти в каждом округе были баскетбольные команды гимназий, по всей стране появлялись баскетбольные площадки. Кряучюнас также тренировал женскую сборную, которая хорошо проявила себя на первом чемпионате Европы по баскетболу среди женщин, организованном в 1938 году в Риме. С тремя победами в четырёх играх литовские баскетболистки заняли второе место.
Литве было предоставлено право организации чемпионата Европы по баскетболу 1939 года. К нему был построен Каунасский спортивный зал, первая в Европе специализированная баскетбольная арена. На чемпионате команда Литвы состояла в основном из литовских американцев, что вызвало несколько протестов со стороны других стран. Пранас Любинас, который был назначен играющим тренером, привел Литву ко второму континентальному титулу.

### Советский период (1940–1990)
После начала Второй мировой войны и присоединения Прибалтики к СССР, литовские баскетболисты предпочли уехать в более безопасные страны, такие как США и Австралия. Как следствие, ни один из европейских чемпионов не играл за Советский Союз после окончания войны. 
"ЕвроБаскет 1941" должен был состояться и в Литве, но был отменён из-за войны, вместо этого в Литве состоялся турнир балтийских стран, организованный в Каунасском спортивном зале в апреле 1941 года, где Литва победила Латвию со счётом 38:33.
Первая баскетбольная сборная Советского Союза была сформирована в 1947 году для участия в ЕвроБаскете 1947, и сразу же завоевала золотые медали. В команде было четыре литовца: Стяпас Бутаутас, Юстинас Лагунавичюс, Казис Казио Петкявичюс и Витаутас Кулакаускас. 
Литовские игроки хорошо проявили себя и на последующих международных турнирах. Модестас Паулаускас и Арвидас Сабонис завоёвывали титулы олимпийских чемпионов в 1972 и 1988 годах соответственно.
Основанный в 1944 году литовский баскетбольный клуб «Жальгирис» стал одним из самых сильных в Советском Союзе. Он пять раз становился чемпионом СССР. Особый интерес вызывало противостояние «Жальгириса» и московского ЦСКА.

## Независимая Литва
Высшая баскетбольная лига страны — ЛБЛ — основана в 1993 году. Единственными победителями лиги (чемпионат Литвы по баскетболу, LKL) пока являются каунасский «Жальгирис» (19) и вильнюсский «Ритас» (5).
Прочие баскетбольные лиги страны по уровню — 
Национальная баскетбольная лига (NKL), 
Региональная баскетбольная лига (Regioninė Krepšinio Lyga, RKL) и 
Литовская студенческая баскетбольная лига (Lietuvos Studentų krepšinio Lyga, LSKL).
- Кубок Литвы по баскетболу среди мужчин
- Чемпионат Литвы по баскетболу среди женщин